# هیلبیلی جیم
هیلبیلی جیم (انگلیسی: Hillbilly Jim؛ زادهٔ ۵ ژوئیهٔ ۱۹۵۲) کشتی‌گیر کشتی حرفه‌ای اهل ایالات متحده آمریکا است.
وی همچنین برندهٔ جوایزی همچون تالار شهرت دبلیو دبلیو ای شده‌است.